# Мурафська сільська рада (Краснокутський район)
Мура́фська сільська́ ра́да — адміністративно-територіальна одиниця та орган місцевого самоврядування у Краснокутському районі Харківської області. Адміністративний центр — село Мурафа.

## Загальні відомості
- Мурафська сільська рада утворена в 1919 році.
- Територія ради: 137,678 км²
- Населення ради: 4 057 осіб (станом на 2001 рік)
- Територією ради протікає річка Мерчик.

## Населені пункти
Сільській раді підпорядковані населені пункти:
- с. Мурафа
- с-ще Володимирівка
- с-ще Лісне
- с. Мирне
- с-ще Оленівське
- с-ще Пильнянка
- с-ще Сорокове

## Склад ради
Рада складається з 20 депутатів та голови.
- Голова ради: Липовий Вадим Євгенійович
- Секретар ради: Тимченко Наталія Петрівна

### Керівний склад попередніх скликань
| Прізвище, ім'я, по батькові | Основні відомості                                                         | Дата обрання | Дата звільнення |
| --------------------------- | ------------------------------------------------------------------------- | ------------ | --------------- |
| Липовий Вадим Євгенійович   | Сільський голова, 1964 року народження, освіта вища, безпартійний         | 26.03.2006   | 31.10.2010      |
| Липовий Вадим Євгенійович   | Сільський голова, 1964 року народження, освіта вища, член Партії регіонів | 31.10.2010   |                 |

Примітка: таблиця складена за даними сайту Верховної Ради України

### Депутати
За результатами місцевих виборів 2010 року депутатами ради стали:

#### За суб'єктами висування
| Суб'єкт висування                                       | Кількість обраних депутатів | %  |
| ------------------------------------------------------- | --------------------------- | -- |
| Партія регіонів                                         | 14                          | 70 |
| Політична партія Всеукраїнське об'єднання «Батьківщина» | 3                           | 15 |
| Самовисування                                           | 3                           | 15 |

#### За округами
| № округу                                                | Прізвище, ім'я, по батькові     | Дата визнання обраним | Освіта             | Партійна приналежність                        | Відомості про обраного депутата                       |
| ------------------------------------------------------- | ------------------------------- | --------------------- | ------------------ | --------------------------------------------- | ----------------------------------------------------- |
| Партія регіонів                                         |                                 |                       |                    |                                               |                                                       |
| 1                                                       | Грищенко Наталія Петрівна       | 02.11.2010            | середня спеціальна | член Партії регіонів                          | Мурафська загальноосвітня школа І-ІІ ст., вчитель     |
| 2                                                       | Тимченко Наталія Петрівна       | 02.11.2010            | вища               | член Партії регіонів                          | Мурафська сільська рада, секретар                     |
| 3                                                       | Рибак Василь Васильович         | 28.05.2012            | вища               | член Партії регіонів                          | ПСП «Явір», генеральний директор                      |
| 4                                                       | Приходько Лариса Іванівна       | 02.11.2010            | вища               | член Партії регіонів                          | Мурафська сільська рада, інженер-землевпорядник       |
| 5                                                       | Тубелець Наталія Миколаївна     | 02.11.2010            | середня спеціальна | член Партії регіонів                          | Мурафська сільська рада, інспектор військового обліку |
| 6                                                       | Стороженко Григорій Іванович    | 02.11.2010            | вища               | член Партії регіонів                          | підприємець                                           |
| 9                                                       | Пушкар Олександр Демидович      | 02.11.2010            | середня            | член Партії регіонів                          | ФГ «Вірність», голова                                 |
| 10                                                      | Грищенко Микола Миколайович     | 02.11.2010            | вища               | член Партії регіонів                          | ФГ «Грищенко М. М.», голова                           |
| 11                                                      | Грищенко Любов Миколаївна       | 02.11.2010            | середня спеціальна | позапартійна                                  | Мурафська сільська рада, спеціаліст                   |
| 13                                                      | Шандиба Олег Майович            | 02.11.2010            | вища               | член Партії регіонів                          | Мурафський цукровий завод, директор                   |
| 16                                                      | Шириня Надія Олександрівна      | 02.11.2010            | середня спеціальна | член Партії регіонів                          | Мурафська сільська рада, головний бухгалтер           |
| 17                                                      | Буцька Олена Йосипівна          | 02.11.2010            | середня            | член Партії регіонів                          | Мурафська сільська рада, головний діловод-друкарка    |
| 18                                                      | Заріцька Наталія Олексіївна     | 02.11.2010            | вища               | член Партії регіонів                          | Мурафська загальноосвітня школа І-ІІ ст., вчитель     |
| 19                                                      | Грищенко Іван Миколайович       | 09.01.2011            | вища               | член Партії регіонів                          | Фермерське господарство, голова                       |
| Політична партія Всеукраїнське об'єднання «Батьківщина» |                                 |                       |                    |                                               |                                                       |
| 7                                                       | Вюнник Олександр Миколайович    | 02.11.2010            | середня            | член Всеукраїнського об'єднання «Батьківщина» | тимчасово не працює                                   |
| 8                                                       | Рябенко Юрій Петрович           | 02.11.2010            | вища               | член Всеукраїнського об'єднання «Батьківщина» | ФГ «Рябенко», голова                                  |
| 15                                                      | Доценко Валентина Володимирівна | 02.11.2010            | середня спеціальна | член Всеукраїнського об'єднання «Батьківщина» | тимчасово не працює                                   |
| Самовисування                                           |                                 |                       |                    |                                               |                                                       |
| 12                                                      | Зятько Тамара Григорівна        | 02.11.2010            | вища               | позапартійна                                  | Мурафська сільська рада, бухгалтер                    |
| 14                                                      | Бастрич Тамара Олексіївна       | 02.11.2010            | середня спеціальна | позапартійна                                  | Мурафський ДНЗ, завідувач                             |
| 20                                                      | Касяненко Олександр Васильович  | 09.01.2011            | вища               | позапартійний                                 | ДП «Гутянське лісове господарство», лісничий          |